# Atticus Finch
Atticus Finch é um personagem fictício do romance vencedor do Prêmio Pulitzer de Harper Lee de 1960, To Kill a Mockingbird. Uma versão preliminar do personagem também aparece no romance Go Set a Watchman, escrito em meados da década de 1950, mas não publicado até 2015. Atticus é advogado e residente do condado fictício de Maycomb, no Alabama, e pai de Jeremy "Jem" Finch e Jean Louise "Scout" Finch. Ele representa o homem afro-americano Tom Robinson em seu julgamento, onde é acusado de estupro de Mayella Ewell. Lee baseou a personagem em seu próprio pai, Amasa Coleman Lee, um advogado do Alabama, que, como Atticus, representou réus negros em um julgamento criminal altamente divulgado. A lista dos 100 melhores personagens da ficção desde 1900 da revista Book aponta Finch como o sétimo melhor personagem de ficção da literatura do século XX. Em 2003, o American Film Institute elegeu Atticus Finch, como retratado em uma performance vencedora do Oscar por Gregory Peck na adaptação para o cinema de 1962, como o maior herói de todo o cinema americano, ganhando de personagens marcantes como Rocky Balboa e Indiana Jones.